# Discografia de CLC
Esta é a discografia do grupo feminino sul-coreano CLC. Que consiste em dez EPs e doze singles.

## Extended plays
| Título                                                                                  | Detalhes | Posição nas paradas | Posição nas paradas | Posição nas paradas | Posição nas paradas | Posição nas paradas | Vendas                       |
| Título                                                                                  | Detalhes | KOR                 | JP                  | US Heat.            | US Ind.             | US World            | Vendas                       |
| --------------------------------------------------------------------------------------- | --- | ------------------- | ------------------- | ------------------- | ------------------- | ------------------- | ---------------------------- |
| First Love                                                                              | - Lançamento: 19 de março de 2015 (KOR) - Gravadora: Cube Entertainment - Formatos: CD, download digital       | 9                   | —                   | —                   | —                   | —                   | - KOR: 5,277+                |
| Question                                                                                | - Lançamento: 28 de maio de 2015 (KOR) - Gravadora: Cube Entertainment - Formatos: CD, download digital        | 9                   | —                   | —                   | —                   | —                   | - KOR: 4,575+                |
| Refresh                                                                                 | - Lançamento: 29 de fevereiro de 2016 (KOR) - Gravadora: Cube Entertainment - Formatos: CD, download digital   | 6                   | —                   | —                   | —                   | —                   | - KOR: 2,644+                |
| High Heels                                                                              | - Lançamento: 13 de abril de 2016 (JPN) - Gravadora: Cube Entertainment Japan - Formatos: CD, download digital | —                   | 23                  | —                   | —                   | —                   | - JP: 2,599+                 |
| Nu.Clear                                                                                | - Lançamento: 30 de maio de 2016 (KOR) - Gravadora: Cube Entertainment - Formatos: CD, download digital        | 16                  | —                   | —                   | —                   | —                   | - KOR: 4,556+                |
| Chamisma                                                                                | - Lançamento: 27 de julho de 2016 (JPN) - Gravadora: Cube Entertainment Japan - Formatos: CD, download digital | —                   | 16                  | —                   | —                   | —                   | - JP: 4,775+                 |
| Crystyle                                                                                | - Lançamento: 17 de janeiro de 2017 (KOR) - Gravadora: Cube Entertainment - Formatos: CD, download digital     | 10                  | —                   | —                   | —                   | 6                   | - KOR: 5,769+                |
| Free'sm                                                                                 | - Lançamento: 3 de agosto de 2017 (KOR) - Gravadora: Cube Entertainment - Formatos: CD, download digital       | 10                  | —                   | —                   | —                   | 14                  | - KOR: 4,355+                |
| Black Dress                                                                             | - Lançamento: 22 de fevereiro de 2018 (KOR) - Gravadora: Cube Entertainment - Formatos: CD, download digital   | 12                  | —                   | —                   | —                   | 7                   | - KOR: 8,016+                |
| No.1                                                                                    | - Lançamento: 30 de janeiro de 2019 (KOR) - Gravadora: Cube Entertainment - Formatos: CD, download digital     | 4                   | —                   | 19                  | 49                  | 5                   | - KOR: 12,301+ - EUA: 1,000+ |
| "—" mostra lançamentos que não entraram nas paradas ou não foram lançados nessa região. | |                     |                     |                     |                     |                     |                              |

## Singles
| Título                                                                                  | Ano  | Posições no topo das paradas | Posições no topo das paradas | Vendas (download) | Álbum                |
| Título                                                                                  | Ano  | KOR                          | US World                     | Vendas (download) | Álbum                |
| --------------------------------------------------------------------------------------- | ---- | ---------------------------- | ---------------------------- | ----------------- | -------------------- |
| "Pepe"                                                                                  | 2015 | 143                          | —                            | - KOR: 34,690+    | First Love           |
| "Eighteen"                                                                              | 2015 | —                            | —                            | - KOR: 8,193+     | Refresh              |
| "Like" (궁금해)                                                                         | 2015 | 173                          | —                            | - KOR: 21,104+    | Question             |
| "High Heels" (예뻐지게)                                                                 | 2016 | 120                          | —                            | - KOR: 14,278+    | Refresh / High Heels |
| "No Oh Oh" (아니야)                                                                     | 2016 | 144                          | —                            | - KOR: 17,484+    | Nu.Clear             |
| "Chamisma"                                                                              | 2016 | —                            | —                            | —                 | Chamisma             |
| "Hobgoblin" (도깨비)                                                                    | 2017 | —                            | 4                            | —                 | Crystyle             |
| "Where Are You?" (어디야?)                                                              | 2017 | —                            | —                            | —                 | Free'sm              |
| "To the Sky"                                                                            | 2018 | —                            | —                            | —                 | Black Dress          |
| "Black Dress"                                                                           | 2018 | —                            | 5                            | —                 | Black Dress          |
| "No"                                                                                    | 2019 | —                            | 4                            | - US: 1,000       | No.1                 |
| "—" mostra lançamentos que não entraram nas paradas ou não foram lançados nessa região. |      |                              |                              |                   |                      |

## Trilhas Sonoras
| Ano  | Título               | Álbum          |
| ---- | -------------------- | -------------- |
| 2015 | "Remember Your Wish" | Ar:piel OST    |
| 2015 | "지금은 연구중"      | Ar:piel OST    |
| 2016 | "Pounding Love"      | Choco Bank OST |

## Colaborações
| Título                        | Ano  | Outros artistas                                                                      | Álbum                      |
| ----------------------------- | ---- | ------------------------------------------------------------------------------------ | -------------------------- |
| "Special Christmas"           | 2016 | Hyuna, Jang Hyun-seung, BtoB, Roh Ji-hoon, Pentagon                                  | 2016 United Cube Project 1 |
| "Follow Your Dreams" (한걸음) | 2018 | Hyuna, Jo Kwon, BtoB, Pentagon, Yoo Seon-ho, (G)I-DLE                                | Single sem álbum           |
| "Upgrade"                     | 2018 | Hyuna, Jo Kwon, BtoB, Pentagon, Yoo Seon-ho, (G)I-DLE                                | Single sem álbum           |
| "Young & One"                 | 2018 | Hyuna, Jo Kwon, BtoB, Pentagon, Yoo Seon-ho, (G)I-DLE                                | Single sem álbum           |
| "Mermaid"                     | 2018 | Yeeun com Lee Min-hyuk, Peniel Shin, Jung Il-hoon, Wooseok (Pentagon) e Jeon So-yeon | Single sem álbum           |

## Videoclipes
| Título                       | Ano  | Diretor                           |
| ---------------------------- | ---- | --------------------------------- |
| "Pepe"                       | 2015 | Hong Won-ki (Zanybros)            |
| "Curious (Like)"             | 2015 | Hong Won-ki (Zanybros)            |
| "High Heels"                 | 2016 | Hong Won-ki (Zanybros)            |
| "High Heels (Japanese ver.)" | 2016 | Hong Won-ki (Zanybros)            |
| "No Oh Oh"                   | 2016 | Im Seong-gwan (Purple Straw Film) |
| "Chamisma"                   | 2016 | Desconhecido                      |
| "Hobgoblin"                  | 2017 | Vikings League                    |
| "Where Are You?"             | 2017 | Shin Hee-won                      |
| "Black Dress"                | 2018 | Kim Jakyoung (flexiblepictures)   |
| "Distance"                   | 2018 | Desconhecido                      |
| "No"                         | 2019 | Kim Jakyoung (flexiblepictures)   |